# Aurelio Angonese
Aurelio Angonese (Velence, 1929. április 16. –) olasz nemzetközi labdarúgó-játékvezető. Polgári foglalkozása autó-képviseleti igazgató.

## Pályafutása

### Labdarúgóként
Fiatal éveiben a könnyű atlétikát űzte, a 110 méteres gátfutásban ért el számottevő eredményt. Ifjúsági korában a helyi egyesület csapatában játszott, kamatoztatva gyorsaságát. Tanulmányai miatt befejezte az aktív labdarúgást.

### Nemzeti játékvezetés
A játékvezetői vizsgát 1950-ben tette le. A küldési gyakorlat szerint rendszeres partbírói tevékenységet is végzett. 1960-ban lett az I. Liga játékvezetője. A nemzeti játékvezetéstől 1974-ben vonult vissza. Első ligás mérkőzéseinek száma: 181.
| Időpont        | Helyszín                         | Mérkőzés típusa          | Mérkőzés       | Eredmény |
| -------------- | -------------------------------- | ------------------------ | -------------- | -------- |
| 1974. május 5. | Renato Dall’Ara Stadion, Bologna | utolsó Serie A mérkőzése | Bologna–Napoli | 2 – 2    |

#### Nemzeti kupamérkőzések
Vezetett kupadöntők száma: 1.

##### Olasz labdarúgókupa
Az Olasz Labdarúgó-szövetség JB nemzeti szakmai munkájának elismeréseként felkérte a döntő találkozó szolgálatára.
| Időpont         | Helyszín               | Mérkőzés típusa | Mérkőzés       | Eredmény |
| --------------- | ---------------------- | --------------- | -------------- | -------- |
| 1973. július 1. | Olimpiai Stadion, Róma | döntő           | Milán–Juventus | 1 : 1    |

#### Nemzetközi játékvezetés
Az Olasz labdarúgó-szövetség Játékvezető Bizottsága (JB)  terjesztette fel nemzetközi játékvezetőnek, a Nemzetközi Labdarúgó-szövetség (FIFA) 1967-től tartotta nyilván bírói keretében. Több válogatott és nemzetközi klubmérkőzést vezetett, vagy működő társának partbíróként segített. 1973-ban a FIFA JB megbízta, hogy Barcelonában vezesse le az Európa–Világválogatott találkozót. Az olasz nemzetközi játékvezetők rangsorában, a világbajnokság-Európa-bajnokság sorrendjében többedmagával a 22. helyet foglalja el 5 találkozó szolgálatával. Az aktív nemzetközi játékvezetéstől 1973-ban búcsúzott.

#### Labdarúgó-világbajnokság
A labdarúgó-világbajnokság döntőjéhez vezető úton Mexikóba a IX., az 1970-es labdarúgó-világbajnokságra, valamint Nyugat-Németországba a X., az 1974-es labdarúgó-világbajnokságra a FIFA JB játékvezetőként foglalkoztatta. A FIFA JB elvárása szerint, ha nem vezetett, akkor partbíróként tevékenykedett. Két (első kör, 2. kör) csoportmérkőzésen egyes számú besorolást kapott, játékvezetői sérülés esetén továbbvezethette volna a találkozót. Világbajnokságon vezetett mérkőzéseinek száma: 2 + 2 (partbíró).

##### 1970-es labdarúgó-világbajnokság

###### Selejtező mérkőzés
| Időpont          | Helyszín                 | Mérkőzés típusa           | Mérkőzés       | Eredmény |
| ---------------- | ------------------------ | ------------------------- | -------------- | -------- |
| 1969. október 3. | Központi Stadion, Kartúm | előselejtező (7. csoport) | Szudán–Nigéria | 1 : 0    |

##### 1974-es labdarúgó-világbajnokság

###### Selejtező mérkőzés
| Időpont           | Helyszín                    | Mérkőzés típusa           | Mérkőzés           | Eredmény | Nézők száma |
| ----------------- | --------------------------- | ------------------------- | ------------------ | -------- | ----------- |
| 1973. október 10. | Qemal Stafa Stadion, Tirana | előselejtező (4. csoport) | Albánia–Finnország | 1 : 0    | 16 581      |

###### Világbajnoki mérkőzés
| Időpont          | Helyszín                      | Mérkőzés típusa              | Mérkőzés               | Eredmény | Nézők száma |
| ---------------- | ----------------------------- | ---------------------------- | ---------------------- | -------- | ----------- |
| 1974. június 18. | Olimpiai Stadion, Berlin      | csoportmérkőzés (A. csoport) | Chile–NDK              | 1 : 1    | 27 000      |
| 1974. július 6.  | Marcel Saupin Stadion, Nantes | bronz mérkőzés               | Brazília–Lengyelország | 0 : 1    | 79 000      |

#### Labdarúgó-Európa-bajnokság
Az európai-labdarúgó torna döntőjéhez vezető úton Belgiumba a IV., az 1972-es labdarúgó-Európa-bajnokságra az UEFA JB játékvezetőként foglalkoztatta.

##### 1972-es labdarúgó-Európa-bajnokság

###### Európa-bajnoki mérkőzés
| Időpont         | Helyszín                   | Mérkőzés típusa | Mérkőzés                | Eredmény | Nézők száma |
| --------------- | -------------------------- | --------------- | ----------------------- | -------- | ----------- |
| 1972. május 13. | Luzsnyiki Stadion, Moszkva | negyeddöntő     | Szovjetunió–Jugoszlávia | 3 : 0    | 103 000     |

#### Nemzetközi kupamérkőzések

##### Bajnokcsapatok Európa-kupája
Az Európai Labdarúgó-szövetség (UEFA) JB nemzetközi szakmai munkájának elismeréseként felkérte, hogy Concetto Lo Bello első számú partbírója legyen. 
| Időpont         | Helyszín                | Mérkőzés típusa | Mérkőzés                        | Foglalkoztatás | Eredmény | Nézők száma |
| --------------- | ----------------------- | --------------- | ------------------------------- | -------------- | -------- | ----------- |
| 1968. május 29. | Wembley Stadion, London | döntő           | SL Benfica–Manchester United FC | partbíró       | 1 : 1    | 92 225      |

##### UEFA-kupa
Az UEFA JB magasabb minősítésű feladattal az elődöntő második találkozójának irányításával bízta meg.
| Időpont | Helyszín                  | Mérkőzés típusa | Mérkőzés                       | Eredmény    | Nézők száma |  |
| ------- | ------------------------- | --------------- | ------------------------------ | ----------- | ----------- |  |
| 1973.   | Tottenham Stadion, London | elődöntő        | Tottenham Hotspur FC–Liverpool | játékvezető | 2 : 1       |  |

##### Interkontinentális kupa
A mérkőzésre a FIFA Emsberger Gyulát, Angonesét és Alastair McKenzie delegálta. Az akkori gyakorlat szerint a helyszínen sorsolással döntötték el, hogy ki vezese  a mérkőzést. A szerencse McKenzie játékvezetőnek kedvezett. Így Emsberger és Angonese csak segítőként tevékenykedhetett. A következő sorsoláson az dőlt el, hogy ki lesz az egyes és ki a kettes partjelző, az olasz játékvezető lett az egyes segítő. Puskás Ferenc volt akkor a Panathinaikosz edzője, aki a játékvezetésről vesztes mérkőzés után a következőt nyilatkozta: Nagy elismerés illeti a skót játékvezetőt, példásan bíráskodott.
| Időpont            | Helyszín                       | Mérkőzés típusa        | Mérkőzés                                                   | Eredmény | Nézők száma |
| ------------------ | ------------------------------ | ---------------------- | ---------------------------------------------------------- | -------- | ----------- |
| 1971. december 28. | Estadio Centenario, Montevideo | második döntő mérkőzés | Club Nacional de Football (uruguayi)–PAE Panathinaikósz AÓ | 2 : 1    | 63 000      |

## Sportvezetőként
1978-ban a venetói regionális AIA elnöke. 1986-ban a CAN különleges megbízottja. 1991-ben az AIA Fellebbviteli Bizottságának elnöke. 1993-1995 között az  Olasz Labdarúgó-szövetség Játékvezető Bizottságának elnöke. 1999-ig az UEFA JB munkatársa, ellenőr.

## Szakmai sikerek
- 1961-ben megkapta Labdarúgó Kamara által 1954-ben alapított AIA Modena díjat.
- 1969 – 1970  bajnoki évadot követően az Olasz Labdarúgó-szövetség Játékvezető Bizottsága (JB) a Dr. Giovanni Mauro alapítvány elismerő díjával jutalmazta.